# Ådum (plaats)
Ådum is een plaats in de Deense regio Midden-Jutland, gemeente Ringkøbing-Skjern, en telt 246 inwoners (2008).